# Los Ranchos de Albuquerque (Novo México)
Los Ranchos de Albuquerque é uma vila localizada no estado americano de Novo México, no Condado de Bernalillo.

## Demografia
Segundo o censo americano de 2000, a sua população era de 5092 habitantes.
Em 2006, foi estimada uma população de 5416, um aumento de 324 (6.4%).

## Geografia
De acordo com o United States Census Bureau tem uma área de 10,6 km², dos quais 10,6 km² cobertos por terra e 0,0 km² cobertos por água.

## Localidades na vizinhança
O diagrama seguinte representa as localidades num raio de 16 km ao redor de Los Ranchos de Albuquerque.